# Chiese della Comunità comprensoriale Valle Isarco
Questa voce include tutte le chiese cristiane situate entro i confini della comunità comprensoriale Valle Isarco, nella provincia autonoma di Bolzano, con l'eccezione di quelle del comune di Bressanone, elencate alla voce chiese di Bressanone. 
Gli edifici sono elencati in liste suddivise per comune; includono oltre settanta chiese consacrate (sebbene non tutte officiate regolarmente), a cui si aggiunge una sessantina di cappelle. Gli edifici di culto appartengono tutti alla confessione cattolica e fanno parte della diocesi di Bolzano-Bressanone.

## Comune di Barbiano
| Esterno  | Interno | Nome                                           | Periodo storico                                  | Ubicazione                                                       | Informazioni |
| -------- | ------- | ---------------------------------------------- | ------------------------------------------------ | ---------------------------------------------------------------- | --- |
|          |         | Chiesa di Santa Gertrude (o Geltrude)          | Citata XIII secolo                               | Tre Chiese 46°37′04.48″N 11°30′37.84″E                           | Una delle "Tre Chiese"; citata a partire dal 1237, verso il 1400 venne dotata dell'attuale abside rettangolare e sempre a inizio Quattrocento venne anche affrescata; nel Seicento vennero realizzate le finestre attuali. |
|          |         | Chiesa di San Giacomo Maggiore                 | Fondata XIII secolo, edificio odierno XIX secolo | Barbiano 46°36′11.12″N 11°31′10.96″E                             | Parrocchiale. Citata per la prima volta nel 1378, è però duecentesca, periodo a cui già risale l'inclinazione del campanile, dovuta a un cedimento del terreno e in parte ridotta nel Quattrocento quando venne installata l'attuale cuspide ottagonale. Risale al 1470-72 anche un rifacimento gotico della struttura, poi ricostruita nel 1874-75 in stile neoromanico reimpiegando la vecchia abside come sagrestia. |
|          |         | Chiesa dei Santi Ingenuino e Albuino           | Citata XIV secolo, edificio odierno XV secolo    | San Ingenuino 46°35′17″N 11°30′40.91″E                           | Citata a partire dal 1384. La chiesa trecentesca, che già era sorta al posto di una più antica, venne sostituita dall'attuale nel 1480. I tetti del campanile e della chiesa dovettero essere ricostruiti a seguito di un incendio nel 1925. |
|          |         | Chiesa di San Leonardo                         | XVI secolo                                       | Colma 46°35′28.9″N 11°31′34.54″E                                 | Chiesa cimiteriale, edificata nel 1500 circa e dotata delle due cappelle laterali nel Seicento. Affacciata direttamente sulla statale del Brennero, nel Novecento il portale frontale venne murato per ragioni di sicurezza. |
|          |         | Chiesa di Santa Maddalena                      | Citata XV secolo, edificio odierno XVI secolo    | Tre Chiese 46°37′04.91″N 11°30′38.3″E                            | Una delle "Tre Chiese", leggermente più grande delle altre due; citata nel 1411 (o 1422), venne ricostruita verso il 1500 dopo che la costruzione romanica andò in rovina. |
|          |         | Chiesa di San Nicola                           | Citata XIV secolo                                | Tre Chiese 46°37′04.4″N 11°30′38.23″E                            | Una delle "Tre Chiese", documentata dal 1315, ristrutturata e affrescata a inizio Quattrocento; il soffitto piano è stato rifatto nel 1975. |
|          |         | Chiesa della Trinità                           | Citata XVI secolo, edificio odierno XX secolo    | Colma 46°35′26.91″N 11°31′29.44″E                                | Parrocchiale. Sorta nel 1588 (o 1538 secondo altre fonti), era anticamente collegata alla dogana da un corridoio in legno, ed era per questo detta "cappella doganale". Rimaneggiata in stile neogotico nel 1890, andò in fiamme nel 1938, e dovette essere interamente ricostruita; il campanile venne aggiunto successivamente.                                                                                       |
| Cappelle |         |                                                |                                                  |                                                                  | |
|          |         | Cappella del Santo Sepolcro, o dell'Addolorata | XVII secolo                                      | Lungo la strada tra Colma e Barbiano 46°35′47.25″N 11°31′19.98″E | Cappella di pertinenza della residenza Wohlauf, edificata nel 1660 al posto di un sacello preesistente e poi ingrandita nel 1707-09. |

## Comune di Chiusa
| Esterno  | Interno | Nome                                                        | Periodo storico                                    | Ubicazione                                                  | Informazioni |
| -------- | ------- | ----------------------------------------------------------- | -------------------------------------------------- | ----------------------------------------------------------- | --- |
|          |         | Chiesa di Sant'Andrea                                       | Documentata XII secolo, edificio odierno XV secolo | Chiusa 46°38′22.95″N 11°33′59.73″E                          | Parrocchiale. Una prima struttura, a cui risalgono parti delle mura della navata e del campanile, esisteva sul posto già nel XII secolo, ed è citata per la prima volta nel 1205. La struttura attuale deriva da una ricostruzione tardogotica avvenuta tra il 1482 e il 1498, durante la quale venne anche sopraelevato il campanile originale. |
|          |         | Chiesa degli Apostoli, o dei Dodici Apostoli                | XV secolo                                          | Chiusa 46°38′30.04″N 11°34′05.55″E                          | Costruita tra il 1467 e il 1470 come parte del nuovo ospedale (chiuso nel 1847 e ora sede del municipio), eredita la sua intitolazione dalla chiesa dell'ospedale vecchio (l'attuale chiesa di San Sebastiano). Fece le funzioni della parrocchiale nel periodo di ricostruzione della chiesa di Sant'Andrea. |
|          |         | Chiesa di Santa Caterina                                    | XVIII secolo                                       | Viers 46°39′10.04″N 11°34′41.09″E                           | Edificata nel 1720 dai nobili von Troyer, all'epoca proprietari della vicina residenza Küchenmairhof; la consacrazione avvenne nel 1730, e fino al 1806 venne officiata regolarmente. |
|          |         | Chiesa di Santa Croce                                       | Fondata VII secolo, edificio odierno XVII secolo   | Sabiona 46°38′41.4″N 11°34′06.12″E                          | Una prima chiesa sul posto sorse già verso l'anno 600; si trattava di una struttura su due livelli, che sino al 960 circa fu sede della diocesi di Sabiona. Trasformata nel 1100 o nel 1200 in una basilica romanica a tre navate, e quindi rimaneggiata in forme gotiche verso il 1450, aggiungendo anche una cappella laterale, venne gravemente danneggiata dall'incendio del 1535 che distrusse l'antico palazzo vescovile adiacente. Venne riparata e parzialmente ricostruita soltanto nel 1679, quando sul posto sorse l'odierno monastero di Sabiona.                                                                                       |
|          |         | Chiesa di Santa Croce                                       | Fondata XVIII secolo, edificio odierno XIX secolo  | Monte Rizlar 46°42′05.66″N 11°29′59.28″E                    | Definita "il santuario più alto d'Europa", è posta a oltre 2300 metri sotto alla cima San Cassiano. Una prima cappella venne costruita nel 1743 per ospitare un crocifisso (a sua volta collocato sul posto nel 1700 circa, e proveniente dalla cappella cimiteriale); essa venne sostituita dalla chiesa attuale nel 1867-69, per poter sostenere il grande numero di pellegrini. |
|          |         | Chiesa di San Felice da Cantalice                           | XVII-XVIII secolo                                  | Chiusa 46°38′19.72″N 11°33′47.77″E                          | Chiesa del convento dei Cappuccini, eretta assieme a tutto il complesso nel 1699-1701; quest'ultimo chiuse nel 1972 ed è da allora di proprietà comunale. |
|          |         | Chiesa di San Giacomo Maggiore                              | Citata XII secolo, edificio odierno XVI-XX secolo  | Lazfons 46°40′09.13″N 11°32′58.47″E                         | Parrocchiale. Una chiesa romanica è citata nel 1153; la copertura del campanile è trecentesca. Antica parrocchiale, perse il titolo quando venne costruito l'ospizio a nord di Chiusa, riguadagnandolo solo nel 1871. Al 1523 risale la volta stellata, mentre nel 1587 tutto l'edificio venne ampliato. Un altro ingrandimento, con l'inserimento tra l'altro di un matroneo, si ebbe nel 1857, ma di questo intervento non vi è più traccia perché distrutto durante un altro ampliamento del 1999-2000. |
|          |         | Chiesa della Madonna, o cappella di Santa Maria             | XVII secolo                                        | Sabiona 46°38′37.86″N 11°34′01.24″E                         | Chiesa conventuale, costruita nel 1681 sul sito dell'antico palazzo vescovile di Sabiona, come parte del neonato monastero di Sabiona, e consacrata nel 1687 (o 1688); problemi strutturali causarono il crollo del campanile e di parte della chiesa già nel 1691, e i lavori di riparazione si protrassero sino al 1697. |
|          |         | Chiesa della Madonna, o di Santa Maria, o di Nostra Signora | XVII secolo                                        | Sabiona 46°38′35.52″N 11°34′00.37″E                         | Sul sito esisteva inizialmente l'attuale cappella della Madonna, sorta in epoca romanica e modificata in epoca gotica. Essa divenne cappella laterale dell'attuale chiesa, che le venne costruita addosso nel 1652-58. |
|          |         | Chiesa di San Martino                                       | Citata XIII secolo, edificio odierno XV secolo     | Gudon 46°38′55.7″N 11°36′08.32″E                            | Parrocchiale. Citata a partire dal 1280, venne dotata di due cappelle laterali nel 1300 o nel 1400 circa, che vennero mantenute (seppur convertire in sagrestia) anche quando, verso il 1452, la chiesa venne ricostruita in forme gotiche, assumendo l'aspetto attuale. |
|          |         | Chiesa di Nostra Signora im Dorf, o della Madonna           | Citata XIV secolo                                  | Lazfons 46°40′12.78″N 11°32′58.73″E                         | Citata nel 1373; l'abside circolare, col tempo sostituita da una poligonale, è stata ripristinata durante un restauro nel 1879. |
|          |         | Chiesa di San Pietro                                        | Citata XIV secolo                                  | Località isolata presso Lazfons 46°40′29.87″N 11°32′24.44″E | Probabilmente la chiesa più antica della valle, è però citata solo nel 1373. |
|          |         | Chiesa di San Sebastiano                                    | Fondata XIII secolo, edificio odierno XV secolo    | Coste 46°38′47.13″N 11°34′48.49″E                           | La chiesa, intitolata agli Apostoli, venne fondata come parte di un ospizio nel 1208-13, per volontà del principe vescovo di Bressanone Konrad von Rodenk. Più volte restaurata per via dei danni causati dalle piene dell'Isarco, fu anche parrocchiale sino al 1469, quando la sede passò alla chiesa di Sant'Andrea. Ristrutturata in forme gotiche nel 1487, cedette l'intitolazione agli Apostoli alla nuova chiesa in centro al paese, venendo dedicata invece a san Sebastiano, e contestualmente venne riempita la cripta e vennero murate le finestre. È l'unico elemento superstite del vecchio ospedale, ed è stata restaurata nel 1963. |
|          |         | Chiesa di San Teobaldo                                      | XX secolo                                          | Bagni Froi 46°37′48.41″N 11°38′03.76″E                      | Edificata nel 1908-09. |
|          |         | Chiesa di San Valentino                                     | Citata XIII secolo, edificio odierno XIV secolo    | Verdignes 46°39′17.68″N 11°34′16.22″E                       | Citata nel 1202, venne ricostruita nella seconda metà del Trecento e affrescata nel secolo successivo. |
| Cappelle |         |                                                             |                                                    |                                                             | |
|          |         | Cappella dell'Addolorata, o della Mater Dolorosa            | XV secolo                                          | Chiusa 46°38′22.47″N 11°33′59.23″E                          | Ex cappella cimiteriale detta "cappella della cripta", costruita nel Quattrocento; l'edificio è a due piani, con quello superiore che ospita una seconda cappella con funzione mortuaria (e ora adibita a magazzino), intitolata a san Michele. |
|          |         | Cappella dell'Addolorata                                    | XVIII secolo                                       | Località Runggalten 46°40′04.71″N 11°31′09.4″E              | Situata presso il maso Nöckel, venne costruita nel Settecento. |
|          |         | Cappella della Santa Croce                                  | XVIII secolo                                       | Chiusa 46°38′17.04″N 11°33′39.33″E                          | Costruita nel Settecento. |
|          |         | Cappella di Loreto                                          | XVIII secolo                                       | Chiusa 46°38′17.88″N 11°33′47.1″E                           | Cappella di pertinenza del convento cappuccino, venne fatta edificare nel 1702-03 da Maria Anna del Palatinato-Neuburg sul sito della casa natale del suo confessore, Gabriel Pontifeser. |
|          |         | Cappella della Madonna                                      | XVIII secolo                                       | Località Pradello 46°39′02.76″N 11°34′17.57″E               | Costruita verso il 1700. |
|          |         |                                                             |                                                    | Chiusa                                                      | Posta nel cortile del convento dei Cappuccini. |
|          |         |                                                             |                                                    | Verdignes 46°39′17.14″N 11°34′15.93″E                       | Cappella cimiteriale medievale. |

## Comune di Funes
| Esterno  | Interno | Nome                                                        | Periodo storico                                  | Ubicazione                                                               | Informazioni |
| -------- | ------- | ----------------------------------------------------------- | ------------------------------------------------ | ------------------------------------------------------------------------ | --- |
|          |         | Chiesa di San Bartolomeo                                    | Fondata XIII secolo, edificio odierno XV secolo  | Nave 46°39′10.87″N 11°36′37.84″E                                         | Probabilmente duecentesca, viene citata a partire dal 1307 e assume le forme gotiche attuali con un intervento del 1489. |
|          |         | Chiesa del Sacro Cuore                                      | Fondata XIII secolo, edificio odierno XIX secolo | Tiso 46°39′09.09″N 11°37′16.06″E                                         | Parrocchiale. Una prima chiesa duecentesca, citata nel 1303 con l'intitolazione a Nostra Signora, venne danneggiata dal terremoto del 1471; si colse così l'occasione per ingrandirla e rimaneggiarla in forme gotiche, con l'aggiunta del campanile nel Cinquecento. Nel 1701 venne rinnovata in stile barocco ma poi, essendo considerata piccola, venne demolita e ricostruita completamente 1880-90, ad eccezione della torre campanaria. |
|          |         | Chiesa di San Giacomo al Passo, o di San Giacomo al Giogo   | Fondata XII secolo, edificio odierno XV secolo   | San Giacomo 46°38′40.52″N 11°39′54.68″E                                  | Risalente probabilmente al XII secolo, è citata a partire dal 1349; la struttura attuale è frutto di una ricostruzione di fine Quattrocento. Dovette essere restaurata a seguito di un bombardamento del 1944. |
|          |         | Chiesa di San Giovanni in Ranui, o cappella di San Giovanni | XVIII secolo                                     | Santa Maddalena 46°38′06.11″N 11°43′27.41″E                              | Edificata nel 1744 per volere del nobile di Chiusa Joseph Anton Jenner. |
|          |         | Chiesa di Santa Maddalena                                   | Citata XIV secolo, edificio odierno XV secolo    | Santa Maddalena 46°38′40.94″N 11°43′09.53″E                              | Citata nel 1394, venne riedificata nel 1492 con l'aggiunta del coro nel Seicento. |
|          |         | Chiesa di San Michele                                       | XX secolo                                        | San Pietro 46°38′25.94″N 11°41′05.7″E                                    | Costruita verso il 1900. |
|          |         | Chiesa dei Santi Pietro e Paolo                             | Citata XI secolo, edificio odierno XVIII secolo  | San Pietro 46°38′33.44″N 11°40′50.2″E                                    | Parrocchiale. Una chiesa sul sito sorgeva già nel 1058. Quella attuale è frutto di una ricostruzione barocca cominciata nel 1795 e terminata, dopo alterne vicende (l'invasione francese e due cedimenti della cupola) nel 1799, con consacrazione nel 1801; nel 1897 venne quindi eretta la torre campanaria. |
|          |         | Chiesa di San Valentino                                     | Fondata XI secolo, edificio odierno XV secolo    | San Valentino 46°38′25.73″N 11°39′41.65″E                                | Una chiesa romanica sul posto sorgeva già prima del 1090, anche se è citata solo nel 1303. Nel 1475 l'edificio venne ricostruito in forme gotiche, aggiungendovi anche il coro. Venne danneggiata dai bombardamenti nel 1945, venendo riparata nel 1976. |
| Cappelle |         |                                                             |                                                  |                                                                          | |
|          |         | Cappella di Sant'Antonio                                    | XX secolo                                        | Località isolata tra Colle e San Pietro 46°38′56.23″N 11°41′22.34″E      | Costruita nel 1903. |
|          |         | Cappella della Santa Croce                                  | XIX secolo                                       | Località Munt 46°39′19.23″N 11°43′20.14″E                                | Costruita nel 1863. |
|          |         | Cappella della Sacra Famiglia                               | XX secolo                                        | Colle 46°38′56.26″N 11°41′58.2″E                                         | Cappella del maso Riez, edificata nel 1945. |
|          |         | Cappella della Madonna                                      | XIX secolo                                       | Pradello 46°38′14.96″N 11°39′02.15″E                                     | Costruita nel corso dell'Ottocento. |
|          |         | Cappella della Madonna                                      | XIX secolo                                       | Santa Maddalena 46°38′20.05″N 11°43′23.22″E                              | Cappella del maso Oberkantioler, costruita sul finire dell'Ottocento. |
|          |         | Cappella della Madonna                                      | XIX secolo                                       | San Pietro 46°38′39.6″N 11°41′22.33″E                                    | Cappella del maso Gsoi, eretta nel 1853 e restaurata nel 1983. |
|          |         | Cappella della Madonna                                      | XIX secolo                                       | San Pietro 46°38′40.82″N 11°40′58.23″E                                   | Cappella del maso Fischnal, costruita nel 1816. |
|          |         | Cappella della Madonna del Soccorso                         | XIX secolo                                       | Valluzza 46°37′30.87″N 11°39′41.48″E                                     | Edificata nel 1847. |
|          |         | Cappella del Santo Sepolcro, o "cappella Mantsch"           | XVII secolo                                      | Tiso 46°39′05.29″N 11°37′11.46″E                                         | Posta sulla cima del "monte Calvario", o "colle del Santo Sepolcro", è stata eretta verso la fine del Seicento. |
|          |         | Cappella della Santissima Trinità                           |                                                  | Colle 46°39′07.61″N 11°42′30.12″E                                        | Cappella della residenza Feldthun. |
|          |         |                                                             | XX secolo                                        | Santa Maddalena 46°38′30.65″N 11°42′30.2″E                               | Cappella del maso Lippenmöser, consacrata nel 1912. |
|          |         |                                                             |                                                  | Località isolata a ovest di San Giacomo 46°38′41.39″N 11°38′37″E         | Cappella presso il maso Miglanz. |
|          |         |                                                             | XVIII secolo                                     | Località isolata a nordovest di San Giacomo 46°39′01.7″N 11°39′35.54″E   | Cappella del maso Prahmstrahl, risalente al 1770 circa. |
|          |         |                                                             | XX secolo                                        | Località isolata a nord-ovest di San Giacomo 46°39′06.29″N 11°38′39.07″E | Cappella di pertinenza della residenza Zinnen, costruita nel 1842. |
|          |         |                                                             |                                                  | A ovest del passo Poma 46°37′58.52″N 11°47′46.26″E                       | Cappella della malga Gampenalm. |
|          |         |                                                             | XIX secolo                                       | Tiso 46°39′09.01″N 11°37′16.44″E                                         | Cappella cimiteriale coeva alla parrocchiale, costruita quindi verso il 1880. |

## Comune di Laion
| Esterno  | Interno | Nome                                                                     | Periodo storico                                  | Ubicazione                                                   | Informazioni |
| -------- | ------- | ------------------------------------------------------------------------ | ------------------------------------------------ | ------------------------------------------------------------ | --- |
|          |         | Chiesa di San Bartolomeo                                                 | Fondata XIII secolo                              | Tanurza 46°36′15.03″N 11°35′31.56″E                          | Edificata nel Duecento ma citata solo a partire dal 1437; venne ricostruita in epoca tardogotica, conservando campanile, portale e alcune finestre. |
|          |         | Chiesa di Santa Caterina                                                 | Citata XV secolo                                 | Novale 46°36′11.75″N 11°32′48.82″E                           | La chiesa è documentata in occasione di un ampliamento nel Quattrocento (costruzione del coro), ma è più antica; al 1480 risale il campanile, e un restauro è avvenuto nel 1558; nel Seicento è stata quindi rifatta la volta della navata.                                                                            |
|          |         | Chiesa dei Santi Giacomo e Valentino                                     | Citata XV secolo                                 | Ceves 46°36′32.56″N 11°34′44.01″E                            | Una prima chiesetta romanica venne rimaneggiata in stile gotico nel 1460 (consacrazione 1465), con ulteriori piccoli interventi e restauri nel 1857 e nel 1989. |
|          |         | Chiesa di San Giovanni Battista                                          | XIII secolo                                      | Fraina 46°37′50.53″N 11°35′29.48″E                           | Costruita verso il 1210 e consacrata nel 1239, venne dotata dell'abside attuale nel Cinquecento, e nel 1727 venne ritoccata in stile barocco. |
|          |         | Chiesa di San Nicolò                                                     | Citata XII secolo, edificio odierno XV secolo    | Albions 46°37′24.2″N 11°33′40.21″E                           | Nel 1147 è documentata una chiesa romanica, di cui restano ancora la parte inferiore della torre e le mura della navata; il resto venne ricostruito intorno al 1470, e nel 1515 il campanile venne rialzato e dotato dell'attuale cuspide ottagonale.                                                                  |
|          |         | Chiesa di Nostra Signora, o di Santa Maria, o della Madonna              | Citata XII secolo, edificio odierno XV secolo    | Laion 46°36′31.63″N 11°33′48.99″E                            | Menzionata nel 1147 ma certamente più antica, venne ricostruita nel 1480 (consacrazione 1482) e affrescata nel Settecento. |
|          |         | Chiesa di San Pietro, o dei Santi Pietro e Paolo                         | Fondata XI secolo, edificio odierno XVIII secolo | San Pietro 46°36′08.96″N 11°36′35.64″E                       | Parrocchiale. Citata per la prima volta nel 1240-41 ma probabilmente assai più antica (forse XI secolo), viene ristrutturata e riconsacrata nel 1448 e poi ancora verso il 1500. La struttura attuale deriva da una riedificazione in stile barocco del 1764-67. Due restauri sono documentati nel 1991-92 e nel 2014. |
|          |         | Chiesa dei Santi Stefano e Lorenzo, o di Santo Stefano, o di San Lorenzo | Citata XII secolo, edificio odierno XIX secolo   | Laion 46°36′27.98″N 11°33′47.59″E                            | Una chiesa romanica sul posto è attestata nel 1147; ad essa risale ancora il campanile, seppur con l'aggiunta del tamburo ottagonale e della cupola nel 1714. La chiesa invece, dopo un primo rimaneggiamento gotico nel 1482, venne ricosturita in stile neoclassico nel 1838-45.                                     |
| Cappelle |         |                                                                          |                                                  |                                                              | |
|          |         | Cappella della Madonna di Einsiedeln                                     | XVIII secolo                                     | Laion 46°36′33.76″N 11°34′00.15″E                            | Costruita nella prima metà del Settecento. |
|          |         | Cappella della Madonna della Neve                                        | XVII secolo                                      | Rabans 46°36′02.81″N 11°37′07.72″E                           | Cappella della residenza Raban, costruita nel Seicento. |
|          |         | Cappella di Nostra Signora                                               | XVI secolo                                       | San Pietro 46°36′08.67″N 11°36′36.79″E                       | Cappella cimiteriale cinquecentesca. |
|          |         | Cappella di San Rocco                                                    | XVIII secolo                                     | Località isolata a est di Chiusa 46°38′21.71″N 11°35′35.42″E | Cappella della residenza Fonteklaus, consacrata nel 1724. |
|          |         |                                                                          |                                                  | A ovest di Santa Caterina 46°36′17.99″N 11°32′21.6″E         | Cappella adiacente al maso Gschloier. |

## Comune di Luson
| Esterno  | Interno | Nome                                                                         | Periodo storico                                      | Ubicazione                                          | Informazioni |
| -------- | ------- | ---------------------------------------------------------------------------- | ---------------------------------------------------- | --------------------------------------------------- | --- |
|          |         | Chiesa (o cappella) dei Santi Bartolomeo e Chiara, o cappella "Pianer Kreuz" | Fondata XVII secolo, edificio odierno XIX secolo     | Alpe di Luson e Rodengo 46°46′43.46″N 11°45′39.55″E | Una chiesa sul posto venne costruita nel 1676, e venne demolita per due volte. La struttura attuale è stata costruita sui suoi resti nel 2001-02; la prima pietra venne benedetta dall'allora cardinale Joseph Ratzinger. |
|          |         | Chiesa di San Chiliano (o Ciliano, o Kilian)                                 | Citata XIII secolo, edificio odierno XIV-XV secolo   | Luson 46°44′48.98″N 11°45′40.41″E                   | Documentata a partire dal 1243, unica chiesa in tutta la regione intitolata a Chiliano di Wurzburg, fu adoperata per lungo tempo come chiesa battesimale; la struttura attuale deriva da un ampliamento di fine Trecento-inizio Quattrocento, ed è stata rinnovata nel 1683 e poi ancora nel Settecento. |
|          |         | Chiesa di San Giorgio                                                        | Fondata ante-XI secolo, edificio odierno XX secolo   | Luson 46°44′47.27″N 11°45′39.61″E                   | Parrocchiale. Citata per la prima volta nel 1391, e indirettamente nel 1147, la sua fondazione risale probabilmente a prima dell'anno 1000. La chiesa venne ricostruita nel 1470-72, e consacrata nel 1502; un notevole ampliamento con decorazione si registra in epoca barocca (1772-75). Gravemente danneggiata da un incendio nel 1921, venne ricostruita, riconsacrata nel 1923 e decorata entro il 1927. |
|          |         | Chiesa di San Nicolò                                                         | Fondata XII secolo, edificio odierno XVI-XVII secolo | Pezzè 46°43′52.26″N 11°46′56.9″E                    | Al netto di leggende secondo cui sarebbe la chiesa più antica della valle, costruita addirittura intorno al 900, la struttura venne fondata nel XII secolo, con la prima citazione solo nel 1446; venne ricostruita nel 1513, dotata del campanile nel 1685 e poi ampliata nel 1692 e nel 1883. |
| Cappelle |         |                                                                              |                                                      |                                                     | |
|          |         | Cappella della Madonna                                                       | XX secolo                                            | Valletta 46°44′25.2″N 11°46′40.48″E                 | Cappella del maso Huber, costruita nel 1913 per sopperire alla chiusura di un'altra cappella presso un maso Wartscher, da cui proviene la statua cinquecentesca della Vergine; è stata restaurata nel 2003-04. |
|          |         | Cappella della Madonna del Buon Consiglio                                    | XIX secolo                                           | Località isolata 46°45′15.6″N 11°42′01.32″E         | Cappella del maso Niedrist, costruita nel 1811-12. |
|          |         | Cappella della Madonna della Neve                                            | XX secolo                                            | Valletta 46°44′26.61″N 11°46′52.12″E                | Cappella del maso Kompatscher, costruita nel 1960-61 per commemorare la vocazione spirituale dei due figli del proprietario del maso, Oswald e Richard; oggi è sconsacrata. |
|          |         | Cappella di Maria Ausiliatrice, o della Madonna                              | XVIII secolo                                         | Località isolata 46°45′24.63″N 11°43′16.56″E        | Cappella del maso Kreuzploner, edificata nel 1762. |
|          |         | Cappella di Maria Ausiliatrice                                               | XVIII secolo                                         | Villapietra 46°46′22.39″N 11°44′02.13″E             | Cappella del maso Villpeder, costruita nel 1751 per sostituire la più antica chiesa di San Pietro, che era abbandonata. |

## Comune di Naz-Sciaves
| Esterno  | Interno | Nome                               | Periodo storico                                   | Ubicazione                                                    | Informazioni |
| -------- | ------- | ---------------------------------- | ------------------------------------------------- | ------------------------------------------------------------- | --- |
|          |         | Chiesa di Sant'Egidio              | XV-XVI secolo                                     | Rasa 46°44′59.2″N 11°39′36.74″E                               | L'edificio attuale venne edificato tra il 1480 e il 1532, anche se è stata ipotizzata la presenza di una chiesa in sito già nel 1170. L'edificio è stato allungato verso ovest nel 1988-89. |
|          |         | Chiesa dei Santi Filippo e Giacomo | Fondata IX secolo, edificio odierno XV secolo     | Naz 46°45′10.38″N 11°40′50.79″E                               | Parrocchiale. Fondata probabilmente nel IX secolo, viene citata nel 1157 (anno in cui venne incorporata nell'abbazia di Novacella) e una consacrazione avviene nel 1208. Nel 1400 circa venne costruito il campanile, poi rifatto nel 1686 essendo stato distrutto da un incendio cinquantatré anni prima. Per quanto riguarda la chiesa, essa risale nelle sue forme attuali al 1484, con ampliamento verso ovest e aggiunta del matroneo nel 1987-88. |
|          |         | Chiesa di Santa Maddalena          | Citata XIII secolo, edificio odierno XV secolo    | Fiumes 46°45′53.58″N 11°40′55.4″E                             | Una chiesa sul posto venne consacrata già nel 1281, ma l'attuale è una ricostruzione del 1480 circa, con il rialzamento seicentesco del campanile. |
|          |         | Chiesa di Santa Margherita         | Citata XIV secolo, edificio odierno XV-XXI secolo | Sciaves 46°46′10″N 11°39′57.16″E                              | Parrocchiale. Citata direttamente nel 1330, una prima consacrazione è però collocabile probabilmente nel 1281. La struttura venne ricostruita nel 1454, con ampliamento della navata nel 2003. |
|          |         | Chiesa di San Nicolò               | Fondata XV secolo, edificio odierno XVI secolo    | Aica 46°46′33.44″N 11°38′30.19″E                              | Costruita nel 1403, la navata venne riedificata nel 1599; nel Seicento venne aggiunta la cappella cimiteriale. |
| Cappelle |         |                                    |                                                   |                                                               | |
|          |         | Cappella del Monte degli Ulivi     | XIX secolo                                        | Raut 46°46′27.74″N 11°39′18.86″E                              | Costruita nell'Ottocento. |
|          |         |                                    |                                                   | Località isolata a sud di Sciaves 46°45′44.33″N 11°40′07.49″E | Cappella del maso Flötscher. |
|          |         |                                    |                                                   | Località isolata a est di Sciaves 46°46′10.97″N 11°40′35″E    | Cappella del maso Rundl. |

## Comune di Ponte Gardena
| Esterno | Interno | Nome                  | Periodo storico                                     | Ubicazione                                | Informazioni |
| ------- | ------- | --------------------- | --------------------------------------------------- | ----------------------------------------- | --- |
|         |         | Chiesa di San Giudoco | Fondata XIV secolo, edificio odierno XVII-XX secolo | Ponte Gardena 46°35′53.53″N 11°31′57.08″E | Parrocchiale. Per volontà di Ekkehard III di Villandro, sul posto sorse nel 1330 un ospizio per viandanti, che l'anno seguente venne provvisto di cappella. Venne riedificata nel 1646-49, e rimase immutata sino all'aggiunta di un secondo corpo di fabbrica sul fianco nord nel 1930. |

## Comune di Rio di Pusteria
| Esterno  | Interno | Nome                                                                                        | Periodo storico                                        | Ubicazione                                                    | Informazioni |
| -------- | ------- | ------------------------------------------------------------------------------------------- | ------------------------------------------------------ | ------------------------------------------------------------- | --- |
|          |         | Chiesa di Sant'Andrea                                                                       | Citata XIV secolo, edificio odierno XIX secolo         | Valles 46°50′22.12″N 11°37′37.87″E                            | Parrocchiale. Attestata nel 1341, venne ingrandita e rimaneggiata in stile gotico nel 1483. Nel 1889 la struttura, divenuta instabile, venne abbattuta e ricostruita in forme neogotiche, risparmiando il campanile quattrocentesco. |
|          |         | Chiesa di Sant'Elena                                                                        | Fondata ante-XI secolo, edificio odierno XVI-XX secolo | Rio di Pusteria 46°47′45.07″N 11°40′00.31″E                   | Parrocchiale. Una chiesa esisteva sicuramente in epoca carolingia, sostituita nel Duecento da una struttura romanica, citata nel 1277; al rimaneggiamento tardogotico del 1595 risalgono porte, finestre, volta dell'abside e cuspide del campanile, e nel Seicento venne aggiunta la navata laterale. Un rimaneggiamento barocco della navata, avvenuto nel 1815-20, fu rimosso già nel 1883. Nel 1973-77 si registra l'ultimo ampliamento, con l'aggiunta di un corpo di fabbrica semicircolare. |
|          |         | Chiesa di San Giacomo Maggiore, o di San Giacomo e delle Tre Verigini Aubet, Cubet e Guerre | Citata XIII secolo, edificio odierno XVIII secolo      | Maranza 46°48′48.18″N 11°39′43.77″E                           | Parrocchiale. Una chiesa romanica è citata nel 1252, e venne sostituita da una prima cappella gotica, rimpiazzata da un'altra che è attestata nel 1472 (epoca a cui risale il campanile). La struttura attuale è una riedificazione in stile rococò del 1775-80. |
|          |         | Chiesa di San Ruperto                                                                       | Citata XV secolo, edificio odierno XV-XVIII secolo     | Spinga 46°47′17.88″N 11°39′10.37″E                            | Parrocchiale. Menzionata nel 1443, venne ricostruita nel 1450 in forme tardogotiche, per poi essere rimaneggiata in stile barocco nel 1780 circa. |
| Cappelle |         |                                                                                             |                                                        |                                                               | |
|          |         | Cappella (o chiesa) di San Floriano                                                         | XV secolo                                              | Rio di Pusteria 46°47′45.04″N 11°39′59.51″E                   | Cappella cimiteriale, costruita nel Quattrocento. |
|          |         | Cappella della Madonna Ausiliatrice (o del Soccorso)                                        | XVIII secolo                                           | Rio di Pusteria 46°47′52.08″N 11°40′07.24″E                   | Costruita nel corso del Settecento. |
|          |         | Cappella della Madonna del Soccorso                                                         | XIX secolo                                             | Malga Fane 46°53′00.1″N 11°37′15.23″E                         | Edificata verso il 1890 per volontà di don Franz Masl e di Helena Masl. |
|          |         | Cappella del Monte degli Ulivi                                                              | XIX secolo                                             | Lungo la strada tra Raut e Spinga 46°46′50.53″N 11°39′20.67″E | Costruita nel 1866. |
|          |         | Cappella del Monte degli Ulivi                                                              | XIX secolo                                             | Località Masl 46°50′06.93″N 11°37′45.6″E                      | Eretta verso il 1890. |
|          |         | Cappella del Santo Sepolcro                                                                 | XVII secolo                                            | Spinga 46°47′17.37″N 11°39′10.1″E                             | Edificata verso il 1685 dal curato Georg Stocker, di ritorno da un pellegrinaggio a Gerusalemme. |
|          |         | "Cappelletta Junker"                                                                        | XIX secolo                                             | Spinga 46°49′27.16″N 11°40′39.39″E                            | Sicuramente esistente nel 1859, data riportata sulla cassetta per le elemosine. |
|          |         | "Cappella Stöcklvater"                                                                      | XVIII secolo                                           | Rio di Pusteria 46°47′24.91″N 11°39′51.73″E                   | Intitolata a Cristo in pietà, venne costruita nel 1729. |
|          |         |                                                                                             |                                                        | Valles 46°50′22.12″N 11°37′37.87″E                            | Cappella cimiteriale. |
|          |         |                                                                                             |                                                        | Tra Serga di Sopra ed Endereggen 46°49′27.16″N 11°40′39.39″E  | Cappella di pertinenza del maso Pichler. |

## Comune di Rodengo
| Esterno  | Interno | Nome                              | Periodo storico                                      | Ubicazione                                                      | Informazioni |
| -------- | ------- | --------------------------------- | ---------------------------------------------------- | --------------------------------------------------------------- | --- |
|          |         | Chiesa di San Benedetto           | Fondata XV secolo, edificio odierno XVIII secolo     | San Benedetto 46°47′15.59″N 11°41′27.99″E                       | Nel 1475 è documentata l'esistenza di una chiesa tardogotica; caduta in degrado, venne demolita e ricostruita nel 1712.                                                                 |
|          |         | Chiesa di Sant'Ignazio            | XIX secolo                                           | Località Bachgart 46°48′10.07″N 11°41′04.19″E                   | Costruita entro il 1805, intitolata a sant'Ignazio per via del suo fondatore, tal Ignaz Johann von Preu. Andò distrutta in un incendio nel 1869, venendo ricostruita nel 1870 (o 1879). |
|          |         | Chiesa di Santa Maria Assunta     | Citata XII secolo, edificio odierno XVI-XVIII secolo | Rodengo 46°46′29.25″N 11°41′21.3″E                              | Parrocchiale. Documentata dal 1189. Nel 1500 circa andò in rovina l'abside, e la chiesa venne dunque completamente ricostruita, e poi ampliata e rimaneggiata nel 1794-95.              |
|          |         | Chiesa di San Paolo               | Citata XIV secolo, edificio odierno XVI secolo       | San Paolo 46°47′09.11″N 11°40′40.84″E                           | Una chiesa sul posto è attestata nel 1341; l'edificio attuale sorse a sostituirla nel corso del Cinquecento, venendo prolungato di una campata probabilmente già nel Seicento.          |
| Cappelle |         |                                   |                                                      |                                                                 | |
|          |         | Cappella (o chiesa) di San Biagio | Citata XIV secolo                                    | Villa 46°46′42.22″N 11°41′23.21″E                               | Cappella della canonica, citata già nel 1325; soffitto e campanile sono cinquecenteschi, mentre gli affreschi risalgono al 1676.                                                        |
|          |         |                                   | XVII secolo                                          | Rodengo 46°46′29.78″N 11°41′23.16″E                             | Cappella cimiteriale, costruita verso il 1697. |
|          |         |                                   | XIX secolo                                           | Località isolata a sud di San Paolo 46°46′54.04″N 11°40′44.29″E | Cappella di pertinenza del maso Planatscher, costruita nel 1882. |

## Comune di Varna
| Esterno  | Interno | Nome                                        | Periodo storico                                    | Ubicazione                                  | Informazioni |
| -------- | ------- | ------------------------------------------- | -------------------------------------------------- | ------------------------------------------- | --- |
|          |         | Chiesa di San Giorgio                       | Citata XIV secolo, edificio odierno XV-XVII secolo | Varna 46°44′17.52″N 11°38′09.16″E           | Parrocchiale. Citata per la prima volta nel 1335, all'epoca era dedicata alla Madonna e a san Giorgio, quest'ultimo rimasto unico titolare in un successivo documento del 1361. Venne in gran parte ricostruita verso il 1450, con ulteriori rialzamenti del campanile nel 1538 e nel 1595 e l'aggiunta della navata laterale e della cappella mariana nel Seicento. Nella seconda metà del Settecento, infine, la struttura è stata rimaneggiata in forme barocche. |
|          |         | Chiesa di Santa Margherita                  | Citata XIII secolo, edificio odierno XV secolo     | Novacella 46°44′40″N 11°38′52.7″E           | Parrocchiale. Facente parte dell'abbazia di Novacella, è citata nel 1293 e venne rimaneggiata in forme gotiche nel 1440 (consacrazione 1452). La chiesa venne rimaneggiata nel 1664, mentre il campanile venne modificato con l'attuale cupola nel 1687. |
|          |         | Chiesa di Santa Maria Assunta               | XII secolo, con aggiunte XV-XVII secolo            | Novacella 46°44′38.98″N 11°38′54.48″E       | Chiesa principale dell'abbazia di Novacella nonché basilica minore. Una prima cappella, probabilmente in legno, venne costruita in contemporanea all'abbazia nel 1142, andando distrutta da un incendio nel 1190; già otto anni dopo venne consacrata la nuova chiesa a tre navate e campanile sulla facciata. Nel Quattrocento vennero rifatti il coro (1468) e la volta, e nel 1695.96 venne aggiunta la cappella di Maria (o delle Grazie), poi l'edificio venne rimaneggiato in forme barocche nel 1734-37. |
|          |         | Chiesa di San Volfango (o Volfgango)        | XV secolo                                          | Scaleres 46°44′21.88″N 11°35′48.05″E        | Parrocchiale. Costruita nel 1435-36, seguita dal campanile una decina d'anni dopo; ampliata nel 1682 e contestualmente barocchizzata, venne dotata delle cappelle laterali nel 1935. |
| Cappelle |         |                                             |                                                    |                                             | |
|          |         | Cappella (o chiesa) di San Gallo            | XIX secolo                                         | Spelonca 46°45′17.98″N 11°36′50.04″E        | Edificata verso il 1840. |
|          |         | Cappella di San Michele, detta "Engelsburg" | Citata XII secolo                                  | Novacella 46°44′32.43″N 11°38′55.33″E       | Edificio romanico a due piani dedicato al Redentore, venne costruito dall'abate Konrad di Rodank nel 1190-98; al piano terra vi sono dei locali ad uso di ospizio, mentre al secondo piano vi è la cappella. La struttura venne fortificata nel Quattrocento, perché vi era timore per l'invasione turca: tra il 1493 e il 1502 vennero aggiunti due torrette (di cui una poi scomparsa) e il muro di cinta con camminamento di ronda e feritoie. Assai danneggiata durante la guerra dei contadini tedeschi e quindi sconsacrata nel 1525, venne restituita al culto già nel 1544, sempre dedicata al Redentore. Nuovamente sconsacrata nel 1807, è stata quindi oggetto di diversi restauri. |
|          |         | Cappella della Visitazione                  | XVII secolo                                        | A nord di Varna 46°44′43.79″N 11°37′46.37″E | Cappella della residenza Garten, costruita nel Seicento. |
|          |         | Cappella di San Vittore                     | Ante-XV secolo                                     | Novacella 46°44′39.19″N 11°38′57.39″E       | Secondo una tradizione, una cappella dedicata a san Vittore esisteva già prima della fondazione dell'abbazia. In qualsiasi caso la prima struttura venne distrutta nell'incendio del 1190, venendo quindi riedificata. Venne affrescata nel 1350-60 e poi ancora nel Quattrocento, rimaneggiata nel 1413-18, e nel 1532 venne rifatta la volta. |

## Comune di Velturno
| Esterno  | Interno | Nome                                             | Periodo storico                                   | Ubicazione                                                                           | Informazioni |
| -------- | ------- | ------------------------------------------------ | ------------------------------------------------- | ------------------------------------------------------------------------------------ | --- |
|          |         | Chiesa di Sant'Andrea                            | XV secolo                                         | Caerna 46°39′51.42″N 11°34′31.04″E                                                   | Costruita nel Quattrocento reimpiegando i muri di una precedente costruzione romanica, e poi ulteriormente rimaneggiata nel Settecento. |
|          |         | Chiesa di Sant'Antonio di Padova                 | XVII secolo                                       | Velturno 46°40′01.98″N 11°35′44.44″E                                                 | Costruita nel 1670 per volontà di Hieronymus Petzer e sua moglie. |
|          |         | Chiesa di San Floriano                           | XVII secolo                                       | A sudest di Velturno 46°39′31.15″N 11°36′20.66″E                                     | Edificata nel 1660 e consacrata nel 1673, per volere dell'oste Andreas Pachmann. |
|          |         | Chiesa di San Giorgio                            | Citata XV secolo, edificio odierno XVI secolo     | Snodres 46°40′36.13″N 11°35′58.36″E                                                  | Citata nel Quattrocento ma certamente più antica, venne dotata di una nuova abside nel 1507-12, e cui fece seguito la ricostruzione della navata nel 1524. |
|          |         | Chiesa di San Lorenzo                            | Fondata XIII secolo, edificio odierno XV secolo   | Velturno 46°40′07.22″N 11°35′54.63″E                                                 | Una prima chiesa romanica sorse probabilmente tra il 1286 e il 1295, ed è citata nel 1302; venne rimaneggiata verso il 1400, rifacendo volta, abside, portale e finestre. |
|          |         | Chiesa di Santa Maria Assunta                    | Citata XII secolo, edificio odierno XV-XVI secolo | Velturno 46°40′04.41″N 11°36′05.16″E                                                 | Parrocchiale. Citata indirettamente nel 1170, un primo luogo di culto sorse probabilmente già intorno al Mille. La chiesa attuale venne costruita a cavallo tra Quattro e Cinquecento (1491 abside e navata, 1502-07 campanile), venendo rimaneggiata in forme tardogotiche nel 1894-98, aggiungendo anche una campata e la torretta meridionale contenente la scala a chiocciola per la cantoria. |
|          |         | Chiesa di San Pietro, o dei Santi Pietro e Paolo | Citata XIII secolo, edificio odierno XVI secolo   | San Pietro Mezzomonte 46°40′04.34″N 11°36′29.69″E                                    | Una chiesetta romanica è citata nel 1248, e venne sostituita dall'attuale gotica nel 1503-04. |
| Cappelle |         |                                                  |                                                   |                                                                                      | |
|          |         | Cappella della Santa Croce, o "cappella Wöhrer"  | XVIII secolo                                      | Località Santa Croce 46°41′00.85″N 11°37′03.33″E                                     | Costruita nel Settecento. |
|          |         | Cappella di San Sebastiano                       |                                                   | Località Sottocolle, a metà strada tra Chiusa e Velturno 46°39′17.19″N 11°35′20.03″E | Cappella incorporata nel maso Untergarter. |
|          |         | "Chiesetta Vös"                                  |                                                   | Snodres di Sopra 46°40′54.9″N 11°36′06.4″E                                           | |
|          |         |                                                  |                                                   | Velturno 46°40′04.29″N 11°36′05.07″E                                                 | Cappella cimiteriale. |

## Comune di Villandro
| Esterno  | Interno | Nome                       | Periodo storico                                 | Ubicazione                                                            | Informazioni |
| -------- | ------- | -------------------------- | ----------------------------------------------- | --------------------------------------------------------------------- | --- |
|          |         | Chiesa di Sant'Anna        | XVIII secolo                                    | Località Rotlahn 46°39′13.05″N 11°32′57.65″E                          | Fondata dai lavoratori delle miniere d'argento locali; un altare da campo venne consacrato nel 1722, a cui fece seguito immediatamente la costruzione di una prima cappellina. Essendo troppo piccola, venne riedificata nelle forme attuali già nel 1736, e venne officiata settimanalmente fino alla chiusura della miniera poco prima della Grande guerra.                       |
|          |         | Chiesa di San Maurizio     | Citata XV secolo, edificio odierno XVIII secolo | San Maurizio 46°37′22.32″N 11°32′01.95″E                              | Una chiesa gotica è documentata nel 1406, ma probabilmente sul posto esisteva già una cappella romanica. Ricostruita in stile barocco nel 1670, andò distrutta in un incendio causato dalle truppe francesi nel 1797, venendo quindi ricostruita. Il campanile dovette subire ulteriori restauri dopo i bombardamenti della seconda guerra mondiale.                                |
|          |         | Chiesa di San Michele      | Documentata XIV secolo                          | Villandro 46°37′58.8″N 11°32′24.5″E                                   | Chiesa cimiteriale a due piani (ossario e camera mortuaria in quello inferiore, cappella in quello superiore), consacrata nel 1344 ma certamente assai più antica. |
|          |         | Chiesa di Santo Stefano    | Citata XIII secolo, edificio odierno XVI secolo | Villandro 46°37′58.8″N 11°32′24.5″E                                   | Parrocchiale. Citata nel 1234, con un primo rialzamento del campanile verso il 1400. Tra il 1515 e il 1525 la torre venne ulteriormente innalzata, e contemporaneamente la chiesa venne completamente ricostruita. Intorno al 1700 l'edificio venne rimaneggiata, aggiungendo tra l'altro la cantoria, e nel 1900 venne rifatta la cuspide del campanile, distrutta da un incendio. |
|          |         | Chiesa di San Valentino    | Citata XIV secolo, edificio odierno XV secolo   | San Valentino 46°38′20.34″N 11°33′13.83″E                             | Documentata nel 1303, venne ricostruita nel 1410 circa a seguito di un incendio avvenuto pochi anni prima, e nel Cinquecento venne eretto il campanile. |
| Cappelle |         |                            |                                                 |                                                                       | |
|          |         | Cappella di San Sebastiano | Documentata XVI secolo                          | A sudovest di Villandro 46°37′39.77″N 11°31′40.71″E                   | Cappella di pertinenza di castel Pardell; sulla volta a crociera è riportata la data 1565. |
|          |         | "Chiesetta dei Morti"      | XIX secolo                                      | Poco a est della cima del Monte Villandro 46°39′34.01″N 11°26′15.29″E | Costruita nel 1899. |
|          |         |                            | XX secolo                                       | A nord di Villandro 46°38′35.33″N 11°31′25.04″E                       | Edificata nel 1904. |
|          |         |                            | XIX secolo                                      | A sudovest di Villandro 46°37′38.18″N 11°30′44.09″E                   | Cappella con grotta di Lourdes, costruita nell'Ottocento. |